# Eva-Maria Hagen
Eva-Maria Hagen (Költschen, 1934. október 19. – Hamburg, 2022. augusztus 16.) német színésznő, énekes, festő és író.

## Élete
Eva-Maria Buchholz néven született Koltschenben, Brandenburg tartományban. A Második Világháború  után a családja Perlebergbe költözött.
1952-ben kezdett színészetet tanulni Kelet-Berlinben és 1953-ban a Berliner Ensembleben játszott.
1977-ban az NSZK-ba emigrált.

## Filmjei

### Mozi
| Év   | Magyar cím        | Eredeti cím                               | Szerep              | Magyar hang | Megjegyzések |
| ---- | ----------------- | ----------------------------------------- | ------------------- | ----------- | ------------ |
| 1957 | A kis hazug       | Vergeßt mir meine Traudel nicht           | Traudel Gerber      |             |              |
| 1957 |                   | Spur in die Nacht                         | Sabine              |             |              |
| 1958 |                   | Nur eine Frau                             | Franziska           |             |              |
| 1959 | Áru Katalóniának  | Ware für Katalonien                       | Marion Stöckel      |             |              |
| 1959 | Fehér vér         | Weißes Blut                               | Rosel Krefft        |             |              |
| 1960 | A holtak bolygója | Der schweigende Stern                     | Jeanne Moreau       |             |              |
| 1961 |                   | Das Kleid                                 | Katrin              |             |              |
| 1961 |                   | Italienisches Capriccio                   | színésznő           |             |              |
| 1962 |                   | Die letzte Chance                         | Maria               |             |              |
| 1963 | Szigorúan titkos  | For Eyes Only                             | Peggy               |             |              |
| 1965 |                   | Ohne Paß in fremden Betten                | Yvonne              |             |              |
| 1966 |                   | Reise ins Ehebett                         | Marylou             |             |              |
| 1967 |                   | Meine Freundin Sybille                    | Helena              |             |              |
| 1967 |                   | Die Fahne von Kriwoj Rog                  | Elfriede            |             |              |
| 1968 |                   | Heroin                                    |                     |             |              |
| 1973 | Pál és Paula      | Die Legende von Paul und Paula            |                     |             |              |
| 1973 |                   | Die Hosen des Ritters von Bredow          | Wibke               |             |              |
| 1974 |                   | Zum Beispiel Josef                        | Erna                |             |              |
| 1974 |                   | Johannes Kepler                           | Reinboldin          |             |              |
| 1976 |                   | Liebesfallen                              | Frau Reitstock      |             |              |
| 1976 |                   | Nelken in Aspik                           | Helene              |             |              |
| 1980 |                   | Gibbi Westgermany                         | Gibbi anyja         |             |              |
| 1983 |                   | Trauma                                    | Christina anyja     |             |              |
| 1990 |                   | Herzlich willkommen                       | titkárnő            |             |              |
| 1992 |                   | Herzsprung                                | Elsa                |             |              |
| 1993 |                   | Novalis – Die blaue Blume                 | Frau von Hardenberg |             |              |
| 2006 |                   | Schröders wunderbare Welt                 | Henriette           |             |              |
| 2009 |                   | Dinosaurier – Gegen uns seht ihr alt aus! | Lena Braake         |             |              |
| 2012 | Lore              | Lore                                      | nagyanya            |             |              |

## Fordítás
- Ez a szócikk részben vagy egészben  az    Eva-Maria Hagen című német Wikipédia-szócikk fordításán alapul.  Az eredeti cikk szerkesztőit annak laptörténete sorolja fel. Ez a jelzés csupán a megfogalmazás eredetét és a szerzői jogokat jelzi, nem szolgál a cikkben szereplő információk forrásmegjelöléseként.